# Tramway de Montréal
Le tramway de Montréal désigne un réseau de tramways canadiens existant à Montréal, de 1861 à 1959. Il débute au centre-ville puis se développe vers la banlieue pour devenir le moyen de transport collectif principal de la métropole canadienne, atteignant 510 kilomètres de rails en 1933.  
Aujourd'hui, le terme désigne un projet de tramway moderne, à l’étude depuis 2007. En 2009, une première phase d’étude démontre qu'une ligne au centre-ville relié au chemin de la Côte-des-Neiges représenterait le secteur idéal pour commencer le développement d'un nouveau réseau.

## Histoire

### Précurseurs
En 1848 une ligne d'omnibus, la première du genre à Montréal, fut établie entre la gare Bonaventure et le ferry vers Longueuil. Ce sera une expérience brève et il faudra attendre 1861 pour que soit créé, par les propriétaires de la Montreal and Lachine Railroad, le premier système de transport public d'envergure : la Montreal City Passenger Railway Company (MCPRC).

### Tramways hippomobiles

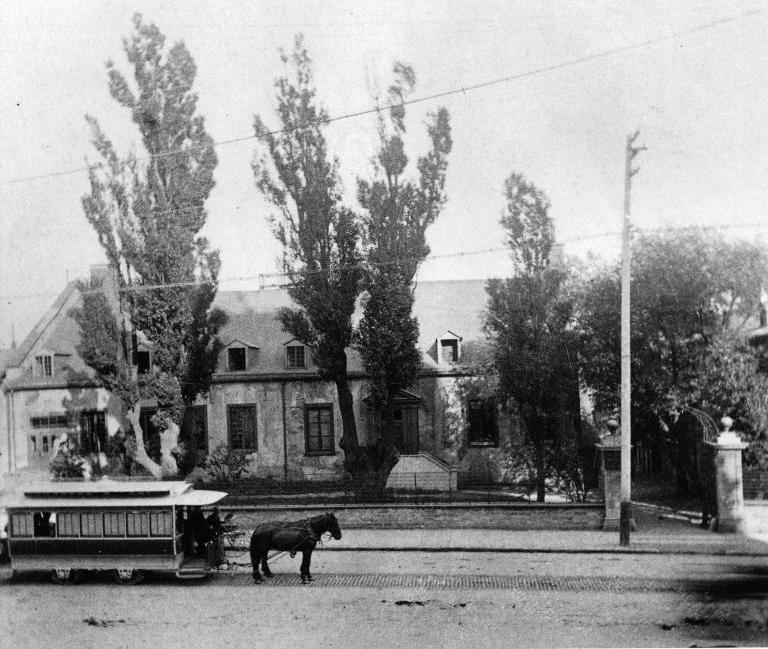
Tramway hippomobile sur la rue Notre-Dame, vers 1870.

Pour desservir une population croissante (1831 : 27 000, 1860 : 90 000), la MCPRC inaugura, le 27 novembre 1861, un service de tramways hippomobiles sur la rue Notre-Dame entre les rues du Havre et McGill. Les premières lignes se déployèrent parallèlement au fleuve Saint-Laurent, le long des rues Craig et Notre-Dame. En 1864, la première ligne nord-sud apparut sur le boulevard Saint-Laurent. Moins de 30 années plus tard ont comptait quatre lignes est-ouest majeures et deux mineures et trois lignes nord-sud. La plus fréquentée de ces dernières était la ligne reliant la rue Craig au village Saint-Jean Baptiste. La compagnie possédait alors 1 000 chevaux, 150 tramways, 104 traîneaux et 49 omnibus. Les rues n’étant pas déneigées, des traîneaux remplaçaient tramways et omnibus en hiver.
Les tramways, communément appelés «p’tits chars», en plus de constituer un moyen pratique pour se déplacer d’un bout à l’autre de la ville, permirent le développement de nouveaux quartiers périphériques. Ce moyen de locomotion était cependant assez dispendieux. En effet, 0,05 $ l'entrée représentait beaucoup pour un travailleur gagnant en moyenne 7,00 $ par semaine. En 1892, seulement 10,6 % des utilisateurs du tramway étaient du milieu ouvrier. Cette même année verra l'arrivée de l'électrification, malgré la réticence de la Montreal Street Railway Company (MSRC), successeur de la MCPRC en 1886.

### Tramways électriques

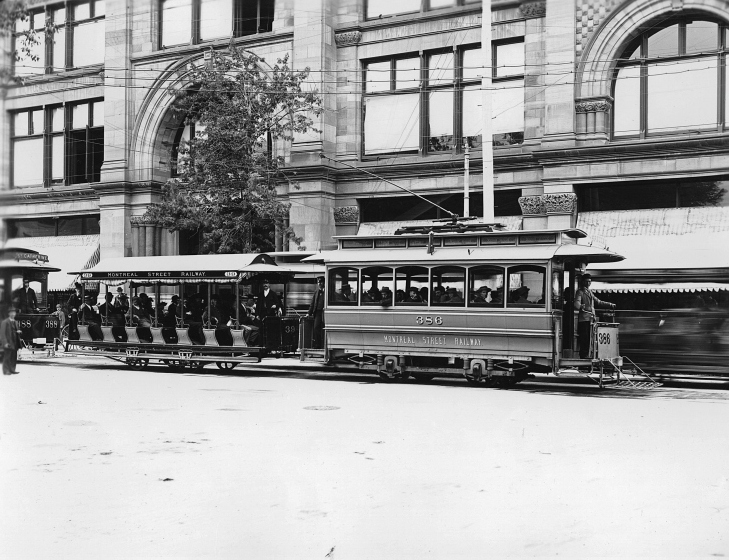
Tramway électrique n°386 et sa remorque ouverte, rue Sainte-Catherine, 1895.

Si dès 1870 l'électricité fut envisagée comme moyen de traction, ce n'est que le 21 septembre 1892 que la MSRC mit en service le premier tram électrique de la ville, le numéro 350, surnommé « The Rocket ». Avec l'électrification apparurent de nouvelles méthodes de gestion de la neige : balayage, poussage puis soufflage. L'implantation de l'électricité fut extrêmement rapide. En 1895, déjà, les derniers traîneaux étaient retirés du service et les chevaux passaient par l'abattoir. Les tramways hippomobiles survivront un peu plus longtemps, jusqu'en 1899, convertis en remorques. Liés au nouveau système, les enchevêtrements de fils au-dessus des rues donnèrent à voir aux citadins un ciel découpé en petits espaces. Plus rapide et moins dispendieux que le système hippique il gagnera rapidement la faveur populaire (1892 : 11 millions d'entrées, 1905 : 50 millions d'entrées, 1914 : 107 millions d'entrées).
La MSRC introduisit de nombreuses innovations telles que les premiers tramways panoramiques pour touristes (1905), les premiers tramways entièrement en acier au Canada (1907), puis les premiers tramways articulés (1928). L'innovation la plus importante fut certainement l'implantation du système P.A.Y.E (Pay As You Enter).

#### P.A.Y.E

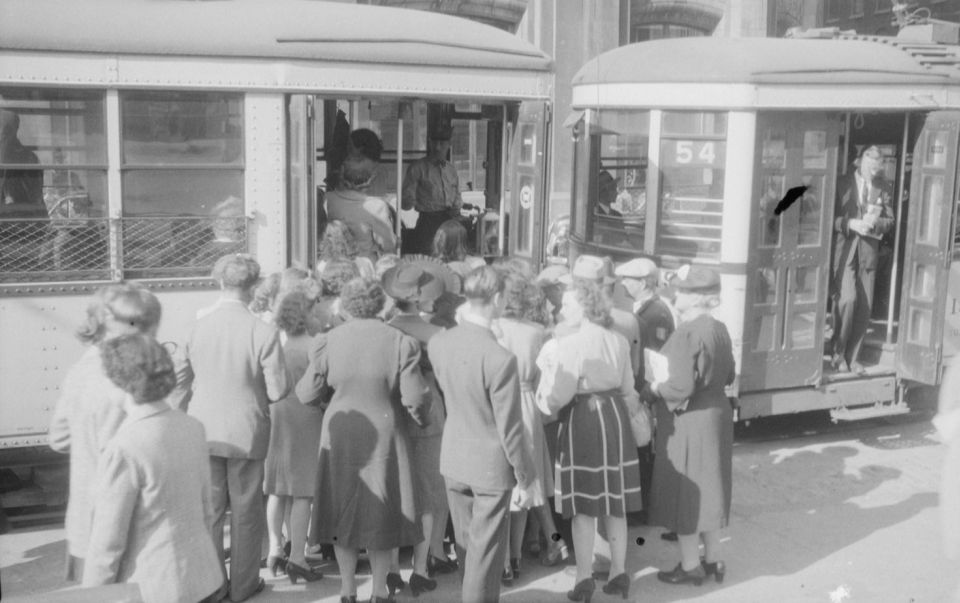
Embarquement des passagers dans un tramway, 1943.

En mai 1905, le tramway 890 de la MSRC devint le premier au monde à intégrer un système de perception du tarif dès la montée à bord. Les tramway étaient conduits par un garde-moteur et un contrôleur. Auparavant le contrôleur devait traverser le tram pour collecter les billets car le paiement à l’entrée aurait trop ralenti le service. Avec le système P.A.Y.E une vaste plateforme couverte fut aménagée à l'arrière du tramway pour permettre aux passagers de monter à bord rapidement. Une fois le tramway en marche ils pouvaient alors accéder à l'intérieur en payant leur billet au contrôleur stationné devant l'unique porte d'entrée, à l'arrière. La sortie, quant à elle, pouvait se faire par l'avant ou l'arrière.
Paradoxalement, la conduite des tramways par un seul employé sera longue à se mettre en place en raison de l'opposition des syndicats et de la fréquentation importante de certaines lignes. Commencé en 1924, ce mode d’opération ne sera étendu à la totalité du réseau qu'à la fin de l'exploitation.

#### Compagnie des Tramways de Montréal

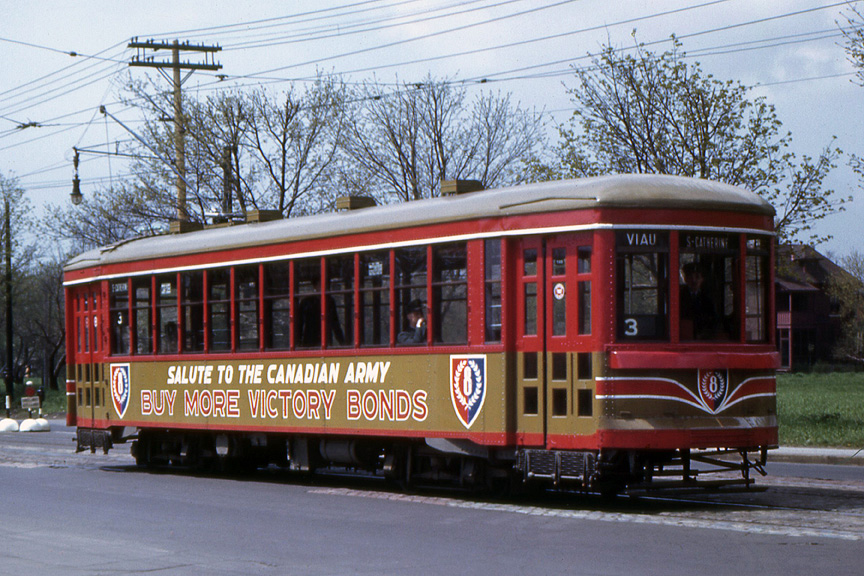
Publicité sur un tramway pour des obligations de guerre, 1944.

En 1911, la Compagnie des Tramways de Montréal (CTM) naquit de la fusion des lignes urbaines de la Montreal Street Railway Company et des lignes de banlieue des Montreal Park & Island Railway et Montreal Terminal Railway. Son réseau mesurait alors 370 kilomètres et un ambitieux programme d'expansion fut lancé, 125 nouveaux tramways en acier (série 1200) furent achetés pour remplacer leurs homologues en bois et une commande de 200 supplémentaires (série 1325) était en vue. Si la Première Guerre mondiale (1914-1918) ralentit le développement, elle ne l'annula pas et le réseau atteindra son sommet, en 1930, avec 510 kilomètres de rails, plus de 55 lignes, plus de 1 200 véhicules et plus de 1 400 employés. Mais déjà se profilaient en parallèle l'automobile (c. 1902) et l'autobus (1919) qui un jour délogeront les «p'tits chars».
Avec la Grande Dépression commença le déclin des tramways à Montréal. Pourtant, durant la Seconde Guerre mondiale (1939-1945), ils transportèrent des nombres records de passagers vers les usines participant au vaste effort de guerre national, jusqu'à un million par jour. Tous les trams disponibles furent mis en service et la CTM fit même l’acquisition de matériel provenant de villes américaines convertissant leurs réseaux au bus. Les propriétaires d'automobiles prenaient eux aussi le tram en raison des rationnement imposés sur l'essence et les pneumatiques. La construction d'automobiles privées fut interrompue pour la plupart vers le milieu de la guerre afin que les usines puissent se concentrer sur les véhicules militaires. La compagnie des tramways éprouvait des difficultés à obtenir certains équipements pour la maintenance de sa flotte et se retrouva dans une situation précaire à la fin de la guerre.

### Fin du tramway

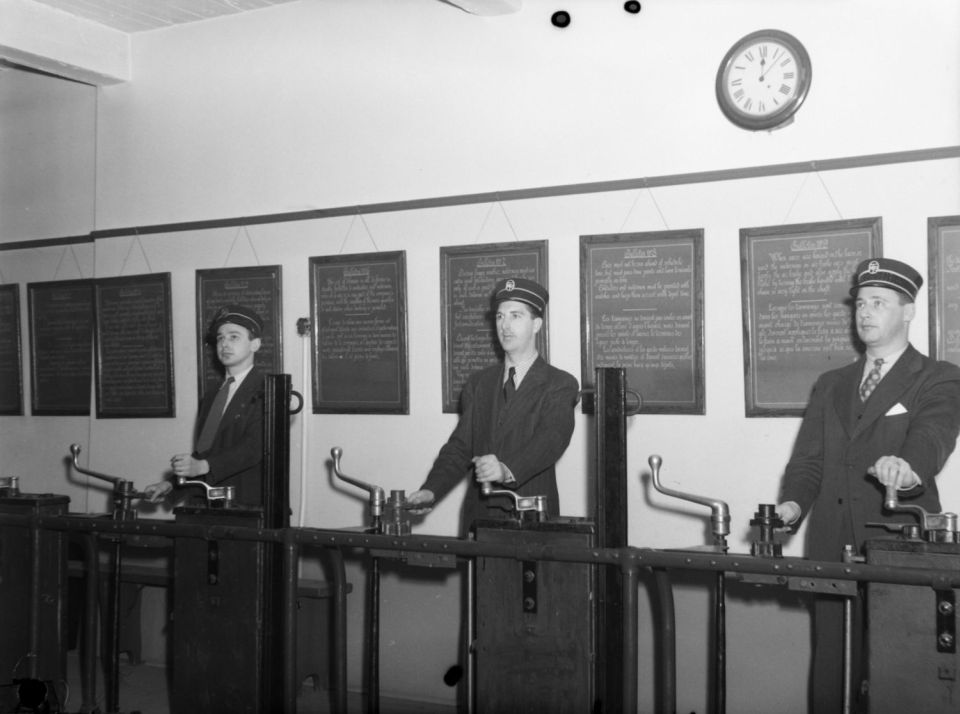
Trois garde-moteur (conducteurs) en formation, 1948.

Après plusieurs années d'utilisation intensive et d’entretien différé, le réseau de tramways de Montréal nécessitait d'importants travaux de réfection autant pour les rails, les fils de contact que pour les trams eux-mêmes. La compagnie des tramways faisait face à la perspective d'importantes dépenses et à une situation nouvelle de décroissance de l'achalandage. En effet, les constructeurs automobiles, leurs contrats militaires terminés, se retournèrent vers un marché civil en pleine expansion après les privations de la guerre. La démocratisation de l'automobile et le mode de vie banlieusard qui lui devint associé entrait en conflit avec le tramway, qui non seulement ne desservait pas les nouvelles banlieues mais, qui plus est, participait à la congestion de rues désormais acquises à ce nouveau moyen de transport.
En juin 1951, la Compagnie des Tramways vendit ses actifs à un organisme public créé dans ce but l’année précédente, la Commission de Transport de Montréal (CTM). La CTM se donna dix ans pour remplacer les lignes de tramways par des autobus, comme cela se faisait depuis les années 1930 en Europe et aux États-Unis. Le 30 août 1959, sur le boulevard Rosemont, le dernier tramway électrique fermera officiellement la marche sur une époque désormais révolue.

### Retour à l’étude

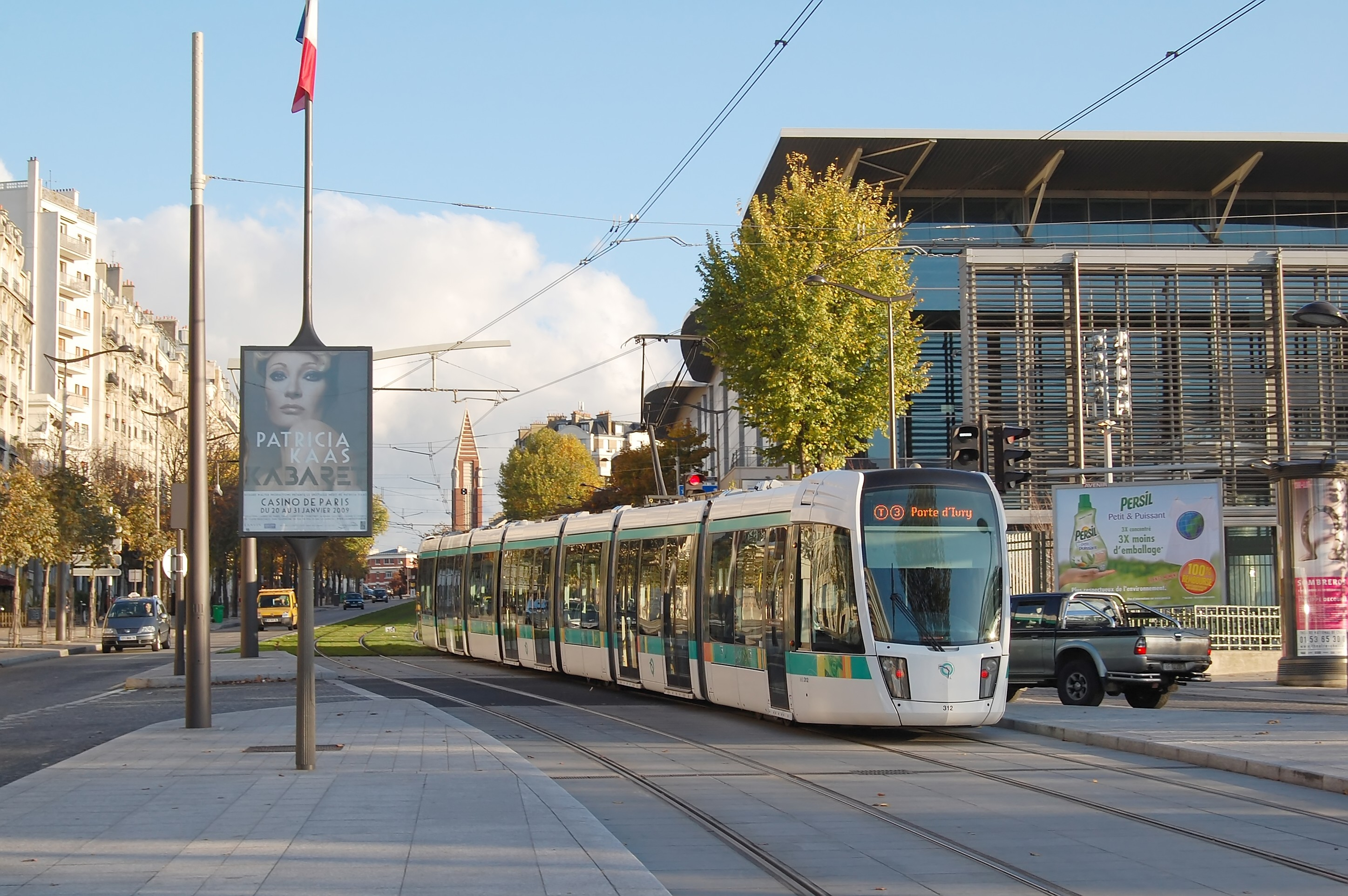
Ligne 3a du tramway d’Île-de-France, inaugurée en 2006.

Dès janvier 2000 l'Agence métropolitaine de transport (AMT) s’intéresse au retour du tramway à Montréal. L'agence réalise même une mission d'observation des réseaux français à l'automne 2002. En 2004, la Ville de Montréal adopte un plan d’urbanisme favorisant l’établissement de nouvelles dessertes en transport collectif.
Séduit par le réseau d’Île-de-France en 2006, le maire de Montréal, Gérald Tremblay, fait du tramway la priorité du Plan de Transport de son administration l’année suivante. En 2008, ce plan est adopté par le conseil d’agglomération de Montréal puis la réalisation d’études sur le déploiement d'un réseau initial de tramways est approuvée.

#### Études
Après un appel d'offres public, Génivar-Systra obtient ce mandat d’étude. Les analyses réalisées par le consortium lors de la première phase confirment en 2009 que le centre de Montréal représente le secteur idéal pour l’implantation d’un réseau de tramways, tel qu'envisagé par le Plan de Transport de la ville.
La seconde phase, débutée immédiatement après la première, étudie la faisabilité technique d'une première ligne. En 2011, l'étude complétée chiffre à environ 849 millions de dollars le coût de déploiement d'une ligne de tramway de 13,2 km et 32 stations empruntant le chemin de la Côte-des-Neiges, la rue Guy, le boulevard René-Lévesque et effectuant une boucle dans le Vieux-Montréal.

#### Moratoire
Alors que la ville de Montréal avait déjà financé la réalisation d'un plan d'affaires, en mars 2012, le Ministre des finances du Québec décrète un moratoire sur le financement des projets de tramway. En 2013, le futur maire de Montréal, Denis Coderre, déclare : « Le tramway, on oublie cela. L’argent ne pousse pas dans les arbres. »
En campagne puis après son élection en 2018, le gouvernement de François Legault annonce son intention de développer le transport en commun dans l'Est de Montréal en aménageant deux lignes de tramway. En 2019, une troisième ligne vers Lachine vient s'ajouter au projet.

## Ancien tramway

### Réseau

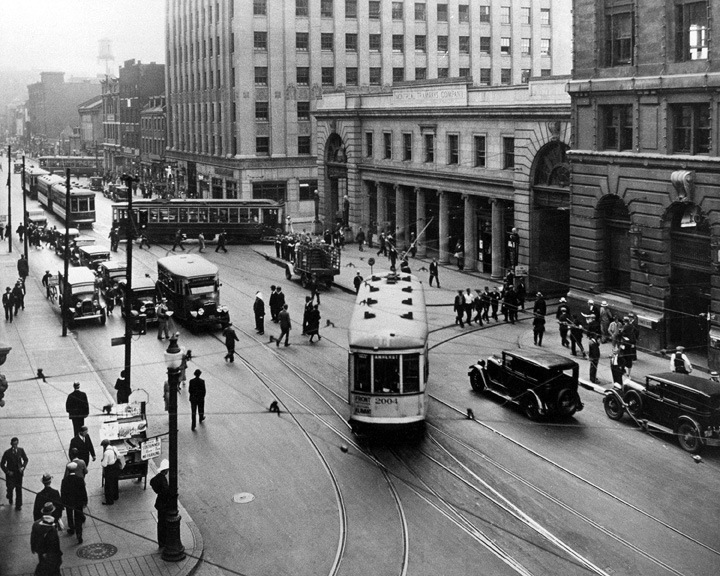
Terminus Craig sur la rue Saint-Antoine, 1932.

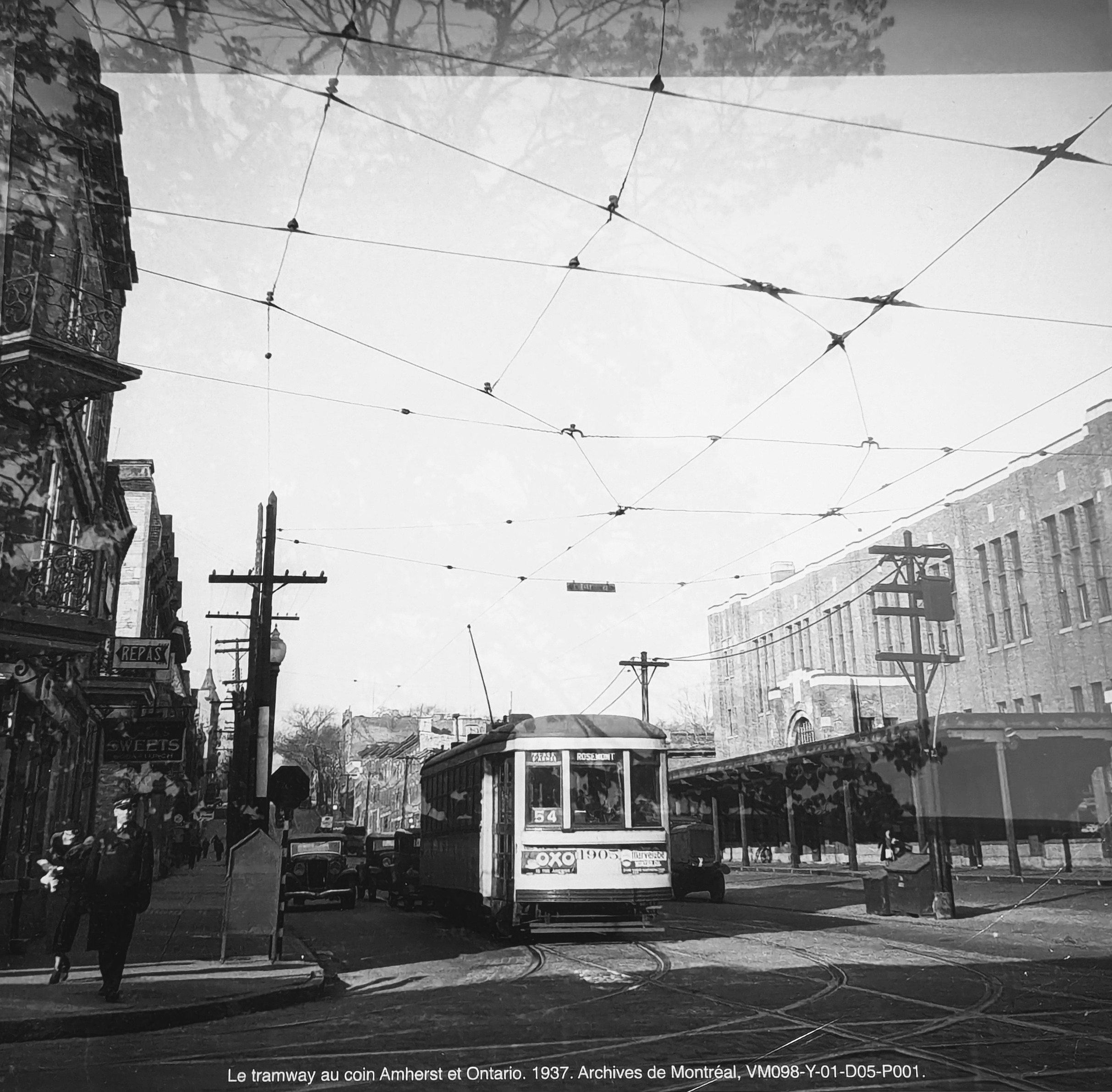
Ligne 54 par le marché Saint-Jacques, 1937

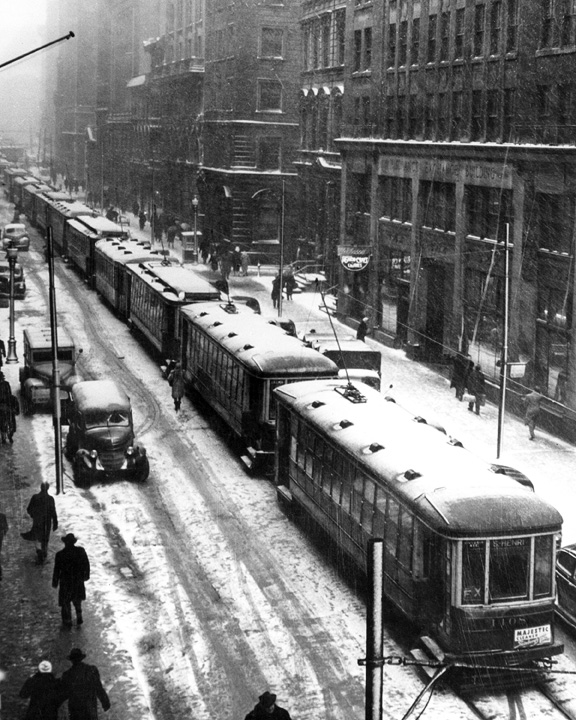
Tramways sur la rue Saint-Antoine, 1947.

La plus courte ligne du réseau fut la ligne de la rue Decourcelles entre les rues Saint-Antoine et Sainte-Catherine avec seulement 365 mètres.
| Numéro | Nom                                | Terminus             | Terminus                |
| ------ | ---------------------------------- | -------------------- | ----------------------- |
| (15)   | Sainte-Catherine–Atwater           | Atwater              | Harbour                 |
| 43     | Park Avenue–Atwater                | Atwater              | Bernard & Saint-Laurent |
| 52     | Mont Royal–Atwater                 | Atwater              | Parc Maisonneuve        |
| (97)   | Van Horne–Atwater                  | Atwater              | Hillsdale               |
| (82)   | Bleury–Aylmer                      | Aylmer               | Parc Jarry              |
| 93     | Remembrance Road                   | Côte-des-Neiges      | Chemin Remembrance      |
| 72     | Saint-Denis–Frontenac              | Harbour              | Crémazie                |
| 84     | Hochelaga                          | Harbour              | Viau                    |
| 92     | Lachine Extension                  | Lachine              | Lachine                 |
| 7      | Mont Royal–Park Avenue             | Mont Royal & Parc    | Parc Maisonneuve        |
| 11     | Mountain                           | Mont Royal & Parc    | Mont Royal              |
| 87     | Davidson                           | Ontario              | Rachel                  |
| 1      | Amherst                            | Place d'Armes Est    | Masson                  |
| 12     | Delorimier                         | Place d'Armes Est    | Bélanger                |
| 44     | Papineau                           | Place d'Armes Est    | Bélanger                |
| (94)   | Frontenac                          | Place d'Armes Est    | Bélanger                |
| (20)   | Notre-Dame–Haig                    | Place d'Armes Est    | Avenue Haig             |
| 22     | Notre-Dame-Est–Georges-V           | Place d'Armes Est    | Avenue Georges-V        |
| 54     | Rosemont                           | Place d'Armes Est    | Rosemont                |
| 95     | Frontenac                          | Place d'Armes Est    | Gare Parc               |
| 2      | Centre                             | Place d'Armes Ouest  | Atwater                 |
| 14     | Guy–Beaver Hall                    | Place d'Armes Ouest  | Place d'Armes Ouest     |
| 47     | Saint Antoine                      | Place d'Armes Ouest  | Place d'Armes Ouest     |
| 25     | Notre-Dame–Cote Saint Paul         | Place d'Armes Ouest  | Verdun                  |
| 58     | Wellington–Place d'Armes           | Place d'Armes Ouest  | Verdun                  |
| (60)   | Wellington–Terminus Craig          | Place d'Armes Ouest  | Verdun                  |
| 36     | Notre-Dame–Ville Emard             | Place d'Armes Ouest  | Lasalle                 |
| (63)   | Sherbrooke–Elmhurst                | Place d'Armes Ouest  | Gare Montréal-Ouest     |
| 70     | Windsor–Montreal Ouest             | Place d'Armes Ouest  | Montréal-Ouest          |
| 83     | Windsor–Snowdon                    | Place d'Armes Ouest  | Snowdon                 |
| 91     | Lachine                            | Place d'Armes Ouest  | Lachine                 |
| 40     | Montréal Nord                      | Saint-Michel         | Gouin                   |
| 17     | Cartieville                        | Snowdon              | Cartierville            |
| 29     | Outremont–Youville                 | Snowdon              | Place Youville          |
| (41)   | Park Avenue–Snowdon                | Snowdon              | Bernard & Saint-Laurent |
| 65     | Côte-des-neiges                    | Snowdon              | Gare Centrale           |
| 9      | Rachel–Windsor                     | Square Victoria      | Parc Baldwin            |
| (23)   | Saint-Denis–Ahuntsic               | Terminus Craig Est   | Ahuntsic                |
| 24     | Saint-Denis–Sault                  | Terminus Craig Est   | Saint-Michel            |
| 55     | Saint-Laurent–Crémazie             | Terminus Craig Est   | Crémazie                |
| 68     | Saint-Denis–Crémazie               | Terminus Craig Est   | Crémazie                |
| (77)   | Saint-Laurent–Jean Talon           | Terminus Craig Est   | Saint Denis             |
| (30)   | Outremont–Terminus Craig           | Terminus Craig Ouest | Côte-des-Neiges         |
| 31     | Saint-Henri–N.D.G                  | Terminus Craig Ouest | Notre-Dame-de-Grace     |
| (64)   | Sherbrooke–Madison                 | Terminus Craig Ouest | Notre-Dame-de-Grace     |
| 35     | Saint-Denis–Christopher Colombe    | Terminus Craig Ouest | Villeray                |
| (48)   | Saint-Henri–Snowdon                | Terminus Craig Ouest | Plamondon               |
| 49     | Saint-Henri–DeCourcelles/Monkland  | Terminus Craig Ouest | Monkland                |
| 80     | Bleury–Terminus Craig              | Terminus Craig Ouest | Parc Jarry              |
| 96     | Van Horne–Terminus Craig           | Terminus Craig Ouest | Hillsdale               |
| 3      | Sainte-Catherine–N.D.G             | Viau & Notre-Dame    | Gare Montreal-Ouest     |
| 3A     | Sainte-Catherine–Monkland/Somerled | Viau & Notre-Dame    | Walkley                 |
| 5      | Ontario–Aylmer                     | Viau & Notre-Dame    | Aylmer                  |
| 5A     | Ontario–Victoria Square            | Viau & Notre-Dame    | Square Victoria         |
| (33)   | Sainte-Catherine–Madison           | Viau & Notre-Dame    | Notre-Dame-de-Grace     |

#### Circuit touristique
La ligne 11 emmena, du 30 juillet 1930 au 6 octobre 1957, 6 330 000 touristes depuis l'avenue du Parc jusqu'au sommet du Mont-Royal pendant les périodes estivales. Certains tramways furent spécifiquement conçus pour cette ligne fort pentue (jusqu’à 10,1 %), comme le no 1325, équipé de freins dynamiques en plus de ses freins à air,.

### Matériel roulant
En 98 années de service, Montréal verra circuler dans ses rues une grande variété de tramways de fabrication locale ou importés :

#### Traction hippomobile

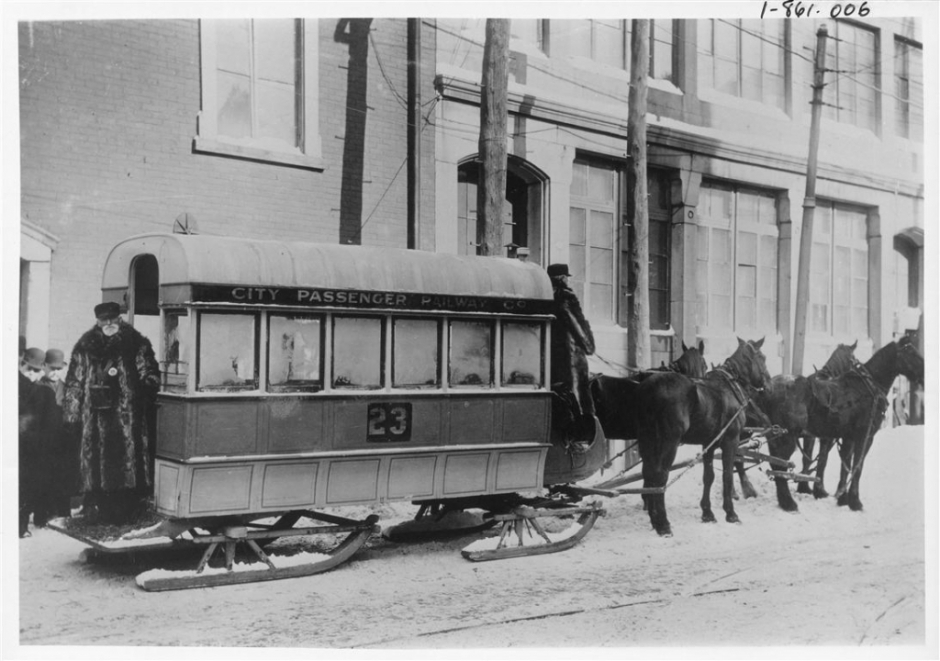
Traîneau (1877).
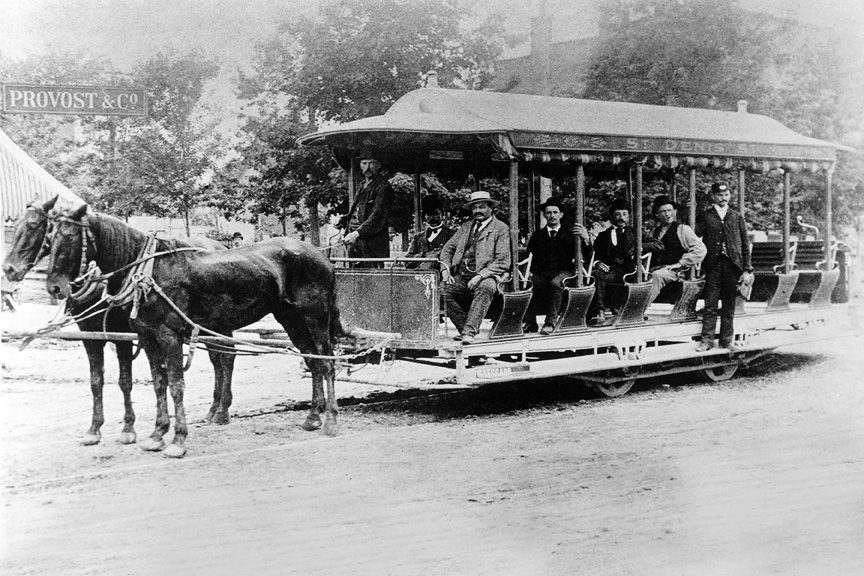
Tramway hippomobile (1887).

- 150 Tramways construit par la John Stevenson Company ;
- 104 Traîneaux N.&A.C. Larivière ;
- 49 Omnibus N.&A.C. Larivière[17]

#### Traction électrique
Les tramways de Montréal, s'ils n'ont pas été les premiers électrifiés du pays, sont cependant rapidement devenus les plus divers et les plus distincts.

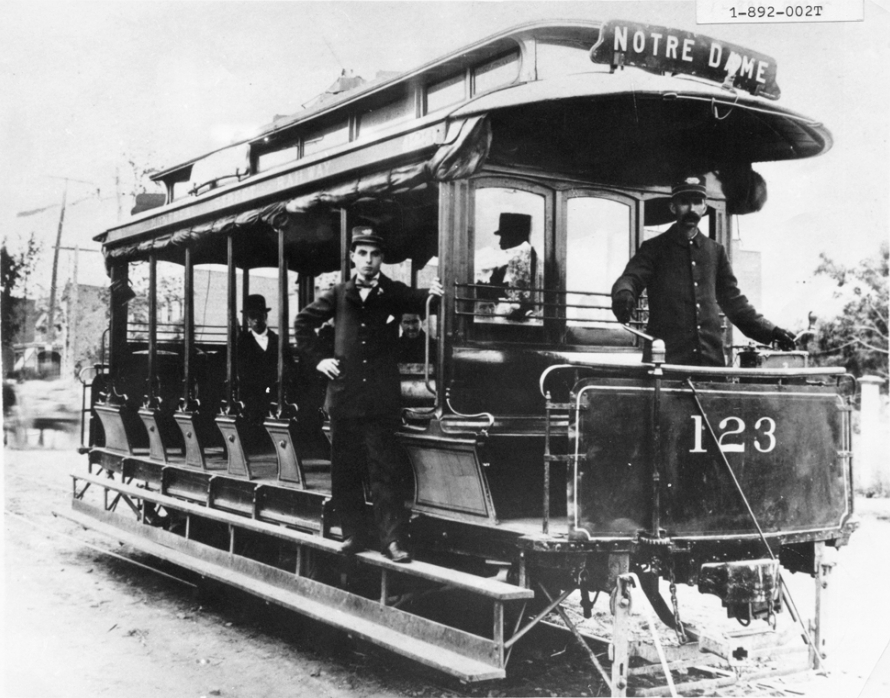
Tramway ouvert n°123 (1892).
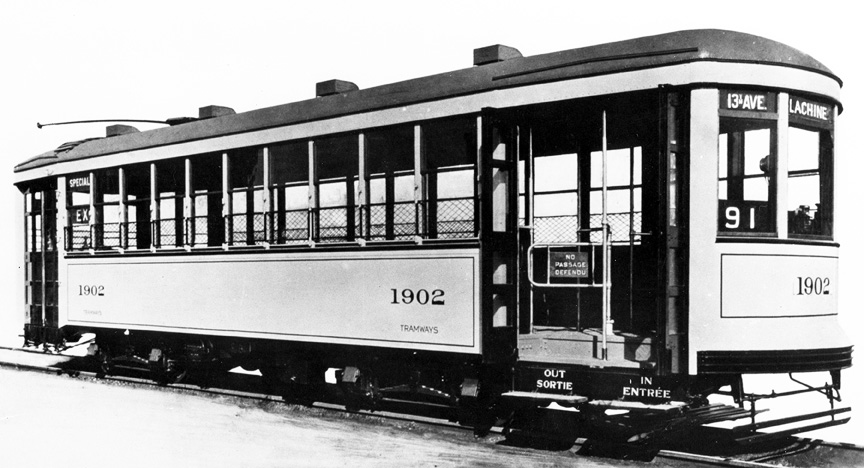
Tramway à employé unique n°1902 (1926).
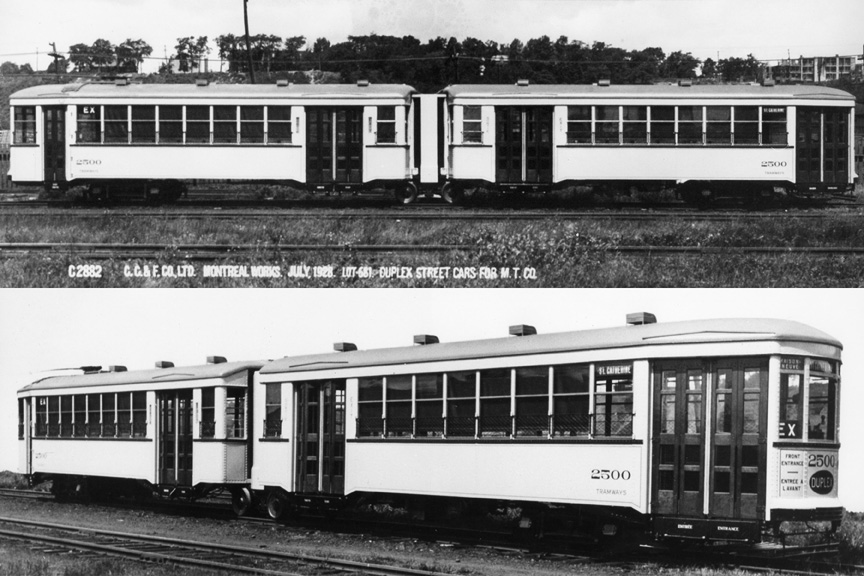
Tramway articulé n°2500 (1928).
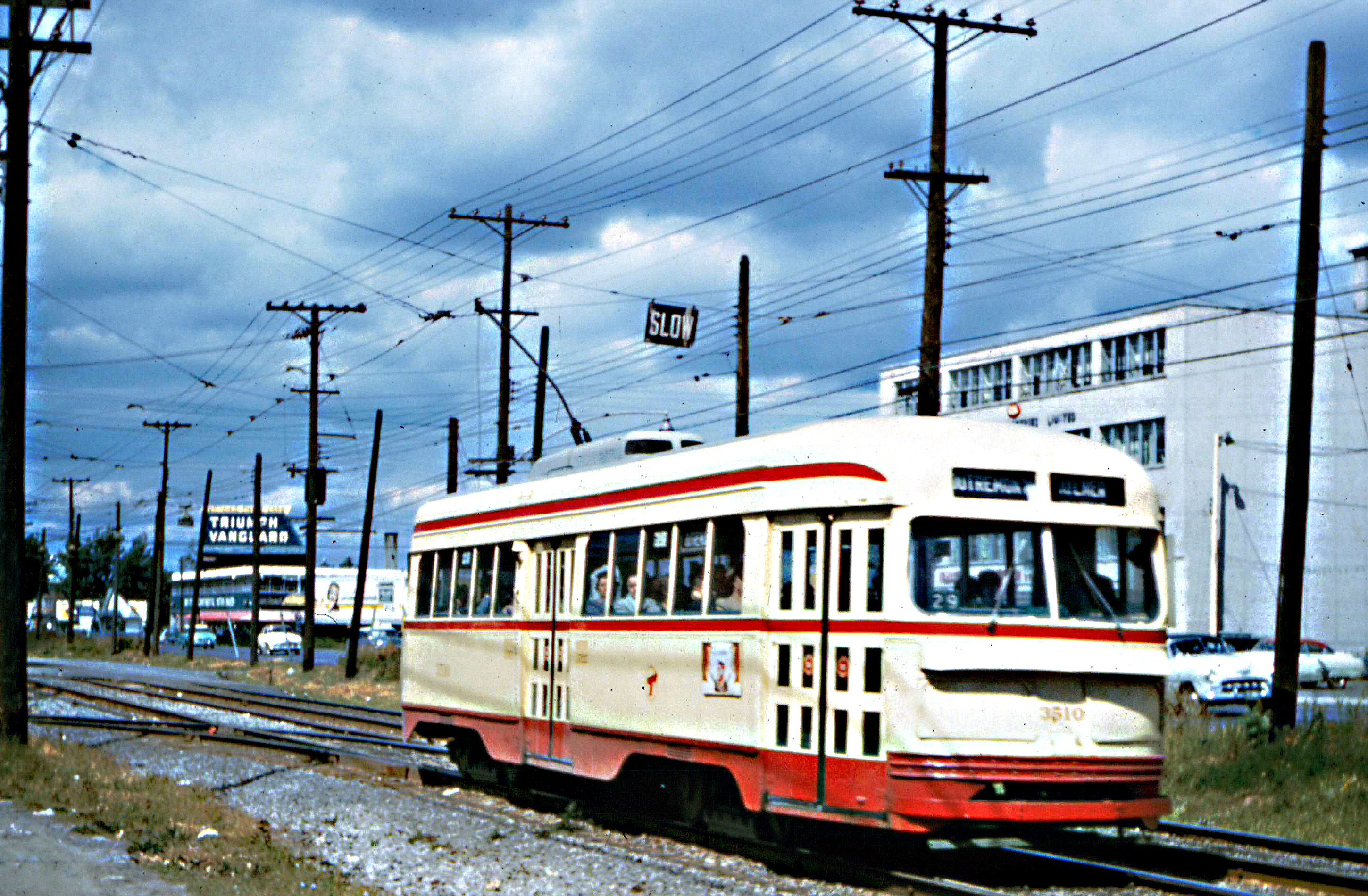
Tramway PCC n°3510 (1958).

| Constructeur / Modèle | Numéros   | Livraison   | Retrait | Nombre | Commentaires                                                                    |
| --- | --------- | ----------- | ------- | ------ | ------------------------------------------------------------------------------- |
| Numéros pairs. |           |             |         |        |                                                                                 |
| Newburyport Car Manufacturing, Autres | 2-292     | 1892-1895   | ~1912   |        | Tramway n°274 converti en saleuse en 1912.                                      |
| Browell Car Company, Autres | 294-456   | 1892-1895   | ~1914   |        | Premier tramway électrique « The Rocket » (n°350).                              |
| Montreal Street Railway (MSR) | 458-636   | 1896-1900   |         |        | Premiers tramways de design Montréalais.                                        |
| MSR / « Scotch Car » | 638       | 1900        | 1929    | 1      | Adaptation du design de Glasgow (entrée centrale).                              |
| MSR / Klondyke | 640-688   | 1900        | 1929    | 25     | Premiers tramways à deux bogies.                                                |
| MSR / « Scotch Car » | 690-739   | 1901-1902   | 1929    |        |                                                                                 |
| Rathbun | 1002-1022 | (1896) 1901 |         | 11     | Récupérés de la MP&IR. Tramways à simple bogie.                                 |
| Rathbun | 1024-1030 | (1897) 1901 |         | 4      | Récupérés de la MP&IR. Tramways à bogies doubles.                               |
| MSR | 1032-1050 | 1902        |         | 10     | Tramways de banlieue. Peints orange pour la visibilité.                         |
| MSR / Windsor Airs | 740-788   | 1903-1904   | 1929    | 25     | Premiers tramways équipés de freins à air.                                      |
| MSR | 790-838   | 1904-1905   | 1929    | 25     |                                                                                 |
| J.G. Brill, Niles, OCMC, Autres | 840-886   | 1905        | 1929    | 24     |                                                                                 |
| MSR | 888-892   | 1905        | 1929    | 3      |                                                                                 |
| MSR | 890 / 900 | 1905        | 1933    | 1      | Prototype P.A.Y.E. Renuméroté 900 à la suite d'un accident.                     |
| MSR | 902-950   | 1905-1906   | 1955    | 25     | Premiers tramways P.A.Y.E.                                                      |
| MSR | 940       | 1906        |         | 1      | Prototype P.A.Y.E long de 16 mètres.                                            |
| Ottawa Car Manufacturing (OCMC) | 1052-1056 | (1896) 1907 |         | 3      | Récupérés de la Montreal Terminal Railway.                                      |
| Numéros impairs. |           |             |         |        |                                                                                 |
| St. Charles Omnibus Company, Autres | 1-187     | 1893-1895   |         |        | Tramways ouverts à simple bogie.                                                |
| MSR, Lariviere | 209-649   | 1897-1900   | ~1913   |        | Tramways ouverts à simple bogie.                                                |
| MSR | 187-207   | 1899-1900   |         |        | Tramways ouverts à simple bogie.                                                |
| Crossen | 701-707   | (1898) 1901 |         | 4      | Tramways ouverts à simple bogie.                                                |
| OCMC, Laconia, Preston, Autres | 1025-1059 | 1896-1911   |         | 18     | Tramways fermés à bogies doubles.                                               |
| MSR | 651-699   | 1901        |         | 25     | Tramways semi-ouverts convertibles à double bogies.                             |
| Lariviere | 1001-1023 | (1898) 1901 |         | 12     | Récupérés de la Montreal Park and Island Railway.                               |
| CC&F, OCMC, J.G. Brill, Pressed Steel Car | 703-881   | 1906-1908   | 1952    | 90     | Dérivés du tramway 940. Premiers tramways en acier au Canada (n°863 à 881).     |
| OCMC, Laconia | 1501-1513 | (1896) 1907 |         | 7      | Récupérés de la Montreal Terminal Railway.                                      |
| OCMC | 901-999   | 1910-1911   | 1955    | 50     | Première série entièrement en acier.                                            |
| Numéros consécutifs. |           |             |         |        |                                                                                 |
| MSR | 1100-1101 | 1908        |         | 2      |                                                                                 |
| OCMC | 1102-1104 | 1911        |         | 3      |                                                                                 |
| CC&F, OCMC | 1200-1324 | 1911-1913   | 1956    | 125    | Derniers tramways de design Montréalais.                                        |
| OCMC | 1325-1524 | 1913-1917   | 1959    | 200    | 20 modifiés pour la ligne 11 en 1930.                                           |
| Canadian Car and Foundry (en)(CC&F) | 2100-2239 | 1926-1929   |         | 140    |                                                                                 |
| Canadian Car and Foundry (en)(CC&F) | 2650-2674 | 1930        | 1958    | 25     | Attelages retirés en 1934.                                                      |
| Canadian Car and Foundry (en)(CC&F) | 2850-2874 | 1930        | 1958    | 25     | Attelages retirés en 1934.                                                      |
| CTM | 1175-1178 | 1943        |         | 4      |                                                                                 |
| Tramways à deux voitures (motrice et remorque)*. |           |             |         |        |                                                                                 |
| J.G. Brill | 1525-1549 | 1914        | 1958    | 25     | Tramways moteurs. Convertis à employé unique en 1936.                           |
| J.G. Brill | 1600-1624 | 1914        | 1958    | 25     | Tramways remorque. Convertis en tramways moteurs en 1934.                       |
| J.G. Brill | 1550-1599 | 1917-1918   | 1959    | 50     | Tramways moteurs. Convertis à employé unique.                                   |
| J.G. Brill | 1625-1674 | 1917-1918   | 1959    | 50     | Tramways remorque motorisés.                                                    |
| CC&F | 1800-1824 | 1925        | 1957    | 25     | Tramways moteurs.                                                               |
| CC&F | 1675-1699 | 1925        | 1959    | 25     | Tramways remorques. Convertis en tramways moteurs en 1935.                      |
| CC&F / « Duplex » | 2500-2501 | 1928        | 1953    | 2      | Premiers tramways articulés (deux motrices interconnectés).                     |
| Tramways à employé unique (solotrams),*. |           |             |         |        |                                                                                 |
| Birney | 200-227   | (1919) 1924 | 1947    | 14     | Rachetés à la Detroit United Railways. Premiers tramways à employé unique.      |
| CC&F | 1900-2004 | 1926-1929   | 1959    | 105    | Classe 1900.                                                                    |
| CC&F | 2600-2605 | 1929        |         | 6      | Renumérotés 2005-2010 en 1956.                                                  |
| CC&F | 1850-1874 | 1930        |         | 25     |                                                                                 |
| Wason Car Company | 2050-2088 | (1927) 1941 |         | 39     | Rachetés à la Springfield Street Railway Company.                               |
| J.G. Brill | 2030-2035 | (1924) 1942 |         | 6      | Rachetés à Schenectady.                                                         |
| J.G. Brill | 2036-2040 | (1926) 1942 |         | 5      | Rachetés à la Alabama Power Company.                                            |
| CC&F / President's Conference Committee (PCC) | 3500-3517 | 1944        | 1959    | 18     | Conçus par la Saint-Louis Car Company. En service aussi à Toronto et Vancouver. |
| *Un tramway remorque avait l'avantage de ne nécessiter qu'un contrôleur pour son fonctionnement, puisque tiré par un autre tramway. Sur les rues Saint Denis et Saint Laurent les remorques (n°1625-1674) furent équipés de moteurs sur leur bogie avant, contrôlables par le tramway de tête, pour leur permettre de franchir les fortes pentes. *Les tramway conduits par un seul employé, le garde-moteur, étaient de couleur crème avec une bordure rouge indien. Ceux de couleur verte à bordure crème étaient conduits par un garde-moteur et un contrôleur. |           |             |         |        |                                                                                 |

#### Matériel spécifique
En plus des tramways destinés au transport de passagers, les réseaux étaient empruntés par une grande variété de matériel roulant à usage spécifique : entretien des voies, déneigement, tourisme, etc.
Par exemple, de 1910 au milieu des années 1920, un service de transport de marchandises fut proposé par les compagnies de tramway. De nombreux tramways spécialisés convoyaient principalement des matériaux de construction depuis les différentes carrières du nord-est de l'île de Montréal. La demande déclinant, ce matériel demeura au service des compagnies elles-mêmes.

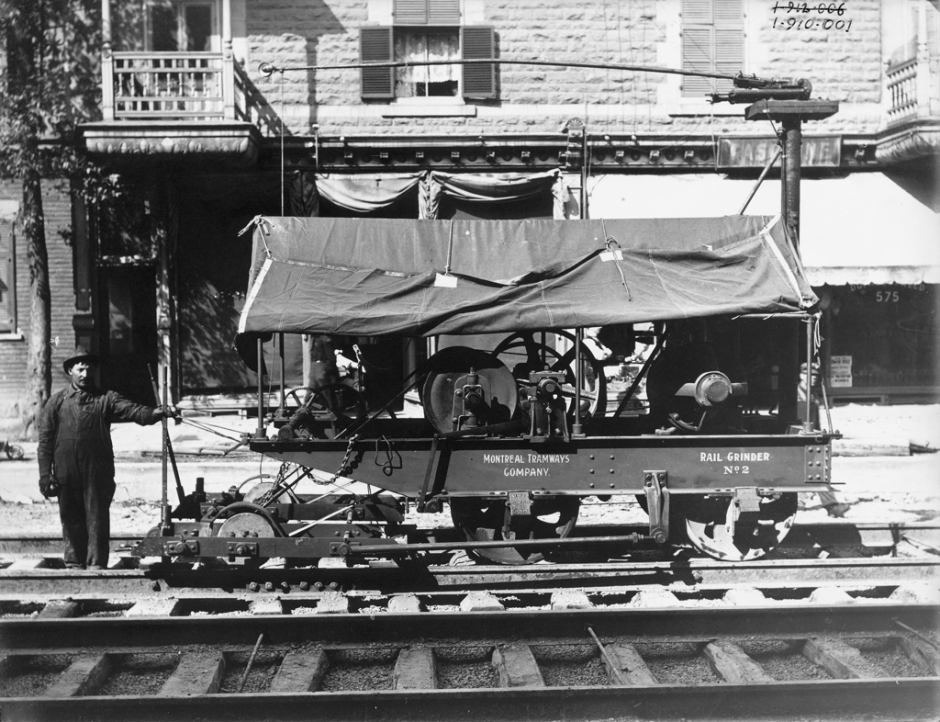
Meuleuse de rail (1912).
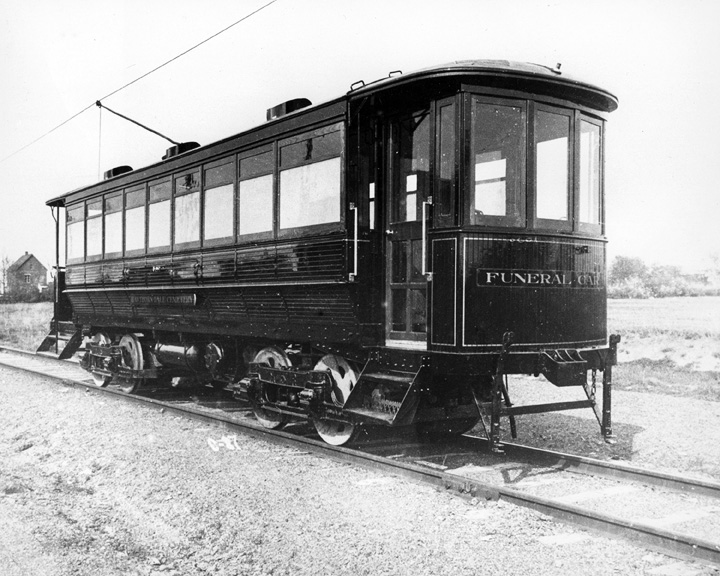
Tramway funéraire (1915).
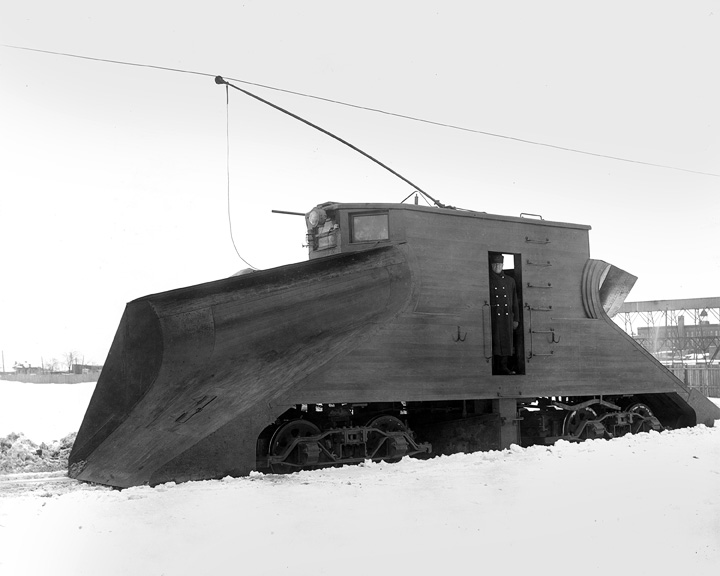
Tramway charrue à neige (1916).
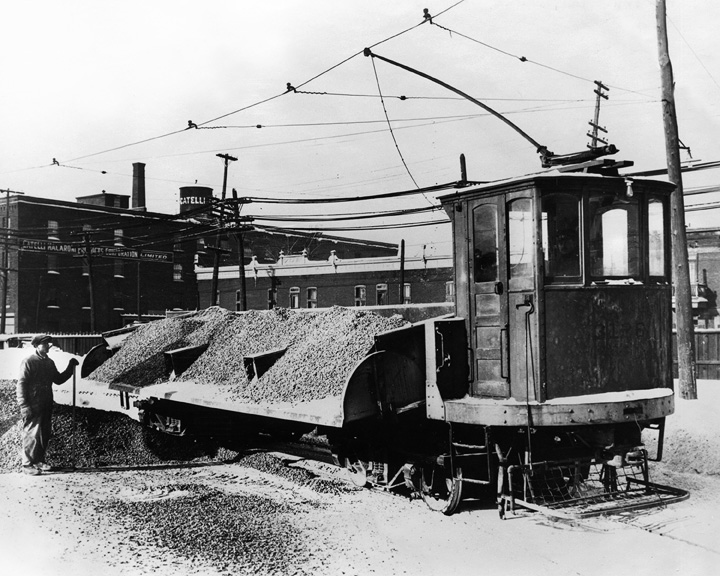
Tramway à bascule (1928).
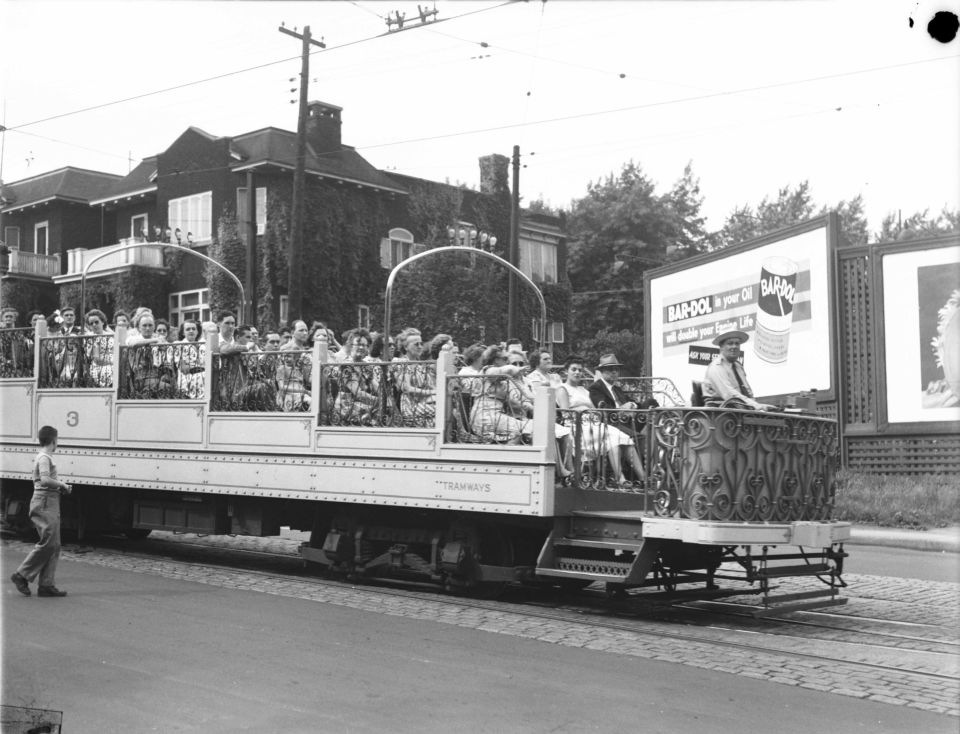
Tramway observatoire (1947).

- 4 tramways observatoires, les « p'tits chars en or » ou « Golden Chariot ». En service pendant la saison estivale de 1905 à 1958, sauf pendant la Seconde Guerre mondiale ;
- de nombreux tramways chasse-neige, dont des balayeuses à bogie unique (16 construites par Ottawa Car en 1913, en service jusqu'en 1959) ou double, des charrues à neige, et 5 rotatifs (no 1 construits en 1899) ;
- un tramway de fanfare utilisé par l'orchestre des employés ou par des organisations ou des entreprises le louant. En service jusqu'en 1928 ;
- deux tramways funéraires desservant le cimetière des Trembles (Hawthorn-Dale) jusqu'en 1927 ;
- deux tramways prisons, propriétés du gouvernement provincial, utilisés pour transférer les prisonniers du tribunal en centre-ville à la jonction triangulaire Ahuntsic près de la prison de Bordeaux de 1915 à 1925 ;
- un tramway école (no 1054) avec plancher en verre.

#### Exemplaires préservés

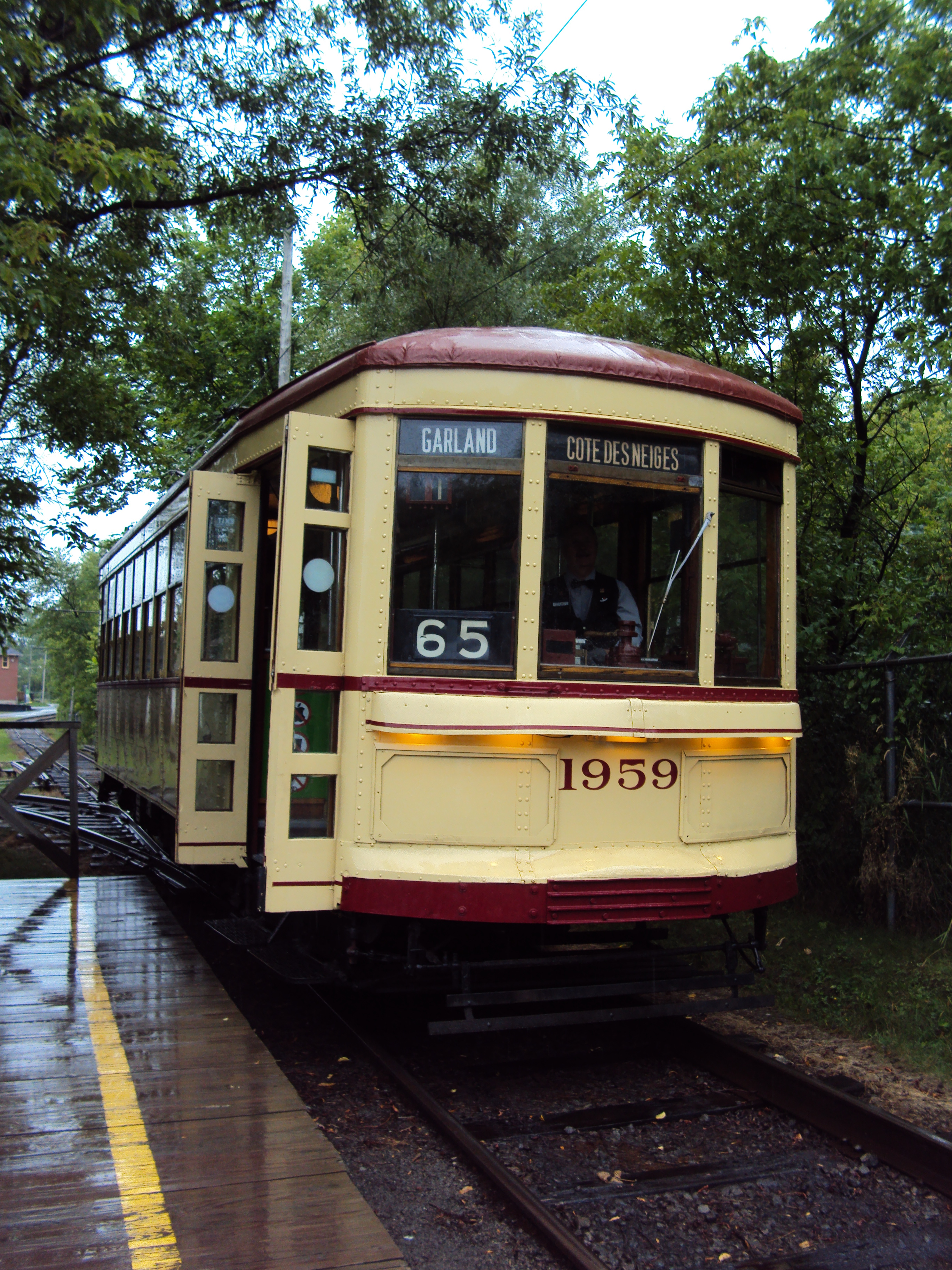
Tramway n°1959 conservé en état de marche au musée ferroviaire canadien.

De nombreux véhicules ayant roulé à Montréal, dont certains maintenus en état de marche, sont visibles dans quatre musées.
Musée ferroviaire canadien (Exporail) de Saint-Constant,, :
- Tramways n° 200, 274, 350, 859, 997, 1046, 1317, 1339, 1801, 1953, 1959, 2222 et 3517 ;
- omnibus n° 7 ;
- traîneau n° 20 ;
- tramways observatoire n° 1 et 3 ;
- voiture balayeuse n° 51 ;
- grue W-2 ;
- navette d'atelier Y-5 ;
- n° 3151 ;
- voiture outils n° 3200 ;
- locomotive n° 5001.

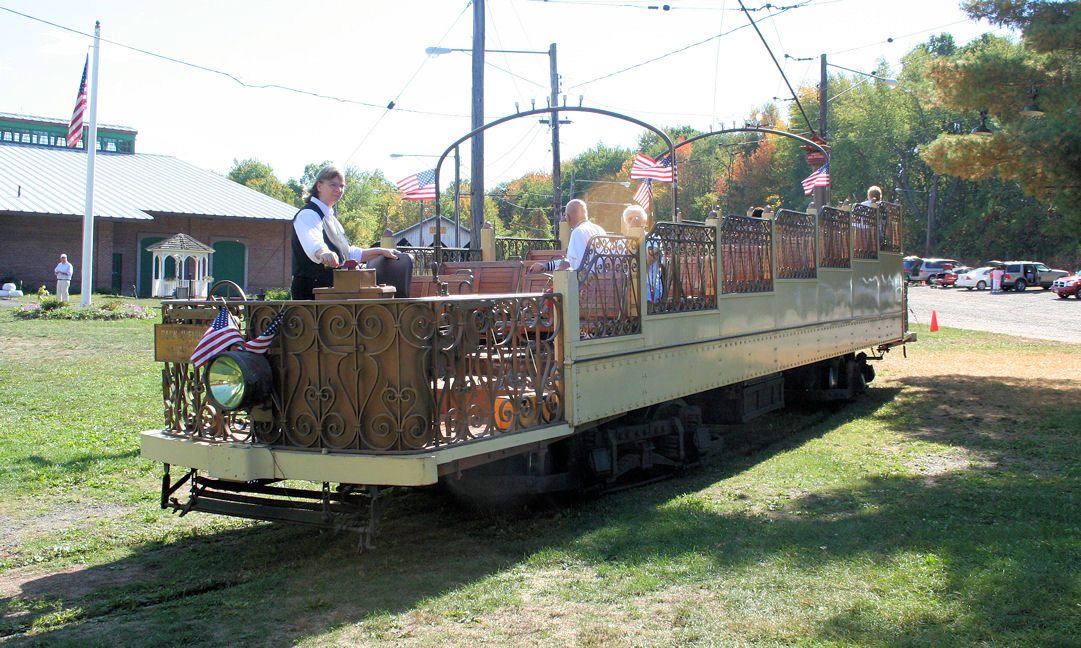
Tramway observatoire n° 4 préservé en état de marche au Connecticut Trolley Museum.

Shoreline Trolley Museum de East Haven dans le Connecticut (États-Unis) :
- Tramways n° 2001 ;
- chasse neige n° 3152 ;
- chasse-neige rotatif n° 5 ;
- grue W-3 ;
- locomotive n° 5002.

Connecticut Trolley Museum à East Windsor dans le Connecticut :
- Tramways n° 2056 et 2600 ;
- tramway observatoire n° 4 ;
- grue W-1.

Seashore Trolley Museum de Kennebunkport dans le Maine (États-Unis) :
- Tramways n° 957, 2052 et 2652 ;
- tramway observatoire n° 2.

### Ateliers
La Montreal Street Railway Company entretenait ses tramways hippomobiles dans le quartier Hochelaga. Avec l'électrification, de plus vastes ateliers, plus proches du centre-ville, furent nécessaires et les écuries de la rue Coté furent modifiées en conséquence.
Le développement du réseau obligeant la compagnie à construire ses propres véhicules, un nouveau complexe d'ateliers d'assemblage et de construction fut construit en 1898 à l'angle des rues Sainte-Catherine et du Havre à Hochelaga. Jusqu'en 1906, cette usine assemblera 550 tramways.

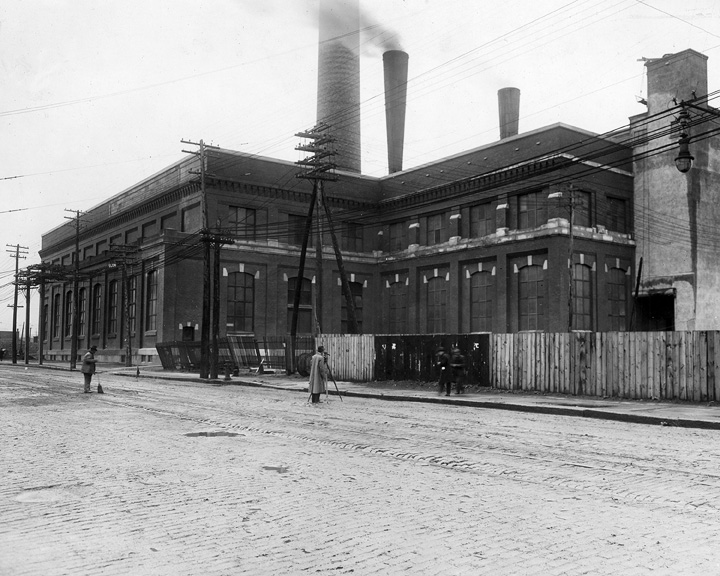
Centrale électrique d'Hochelaga, 1917.

En novembre 1907, la compagnie Montreal Park and Island Railway fit l'acquisition 26 hectares (75 arpents) de terres agricoles à côté du village d'Youville, au bout de la ligne de tramway de la rue Saint-Denis, pour y construire de vastes ateliers d'entretien. Le plateau d'Youville, ouvert fin 1911, est toujours en service aujourd'hui, reconverti en 1963 à l'entretien des rames du métro et des autobus.

### Centrales électriques
Les compagnies de tramway produisaient leur propre électricité pour alimenter leurs réseaux de fils de contacts. La Montreal Street Railway Company construit, par exemple, une centrale thermique sur la rue William à Griffintown en 1894.

## Projet de nouveau tramway
L'implantation d'un réseau de tramway moderne à Montréal est étudié depuis 2000 et s’inscrit dans les orientations que la ville a énoncé dans son Plan de transport de 2007, en raison de sa capacité à revitaliser le tissu urbain de manière écologique et durable (utilisation de l’énergie Hydro-électrique comme mode de propulsion). Il rejoint également les objectifs du Plan d'urbanisme de 2004 et du plan stratégique de développement durable.
Les systèmes de nouveaux tramways, actuellement en opération dans plusieurs villes nordiques (Oslo, Helsinki), ont la capacité de circuler à Montréal.

### Lignes
Le réseau initial envisagé par le Plan de Transport peut être découpé en trois lignes distinctes : 
- une boucle au centre-ville (6,6 km) ;
- une ligne empruntant le chemin de la Côte-des-Neiges et le boulevard René-Lévesque (8,4 km) ;
- une ligne longeant l'avenue du Parc et le boulevard René-Lévesque (6,9 km).

La fréquentation annuelle d'un tel réseau est estimée à environ 32 millions de voyages avec jusqu’à 110 000 voyages par jour durant la saison touristique.

#### Ligne Côte-des-Neiges–Centre-ville
305 000 emplois et 130 000 résidents se trouvent à proximité de la ligne ainsi qu’une forte concentration de grands générateurs de déplacements (institutions, établissements d’enseignement, commerces, lieux culturels, etc). L’implantation d’un réseau de tramways dans ce secteur améliorerait l’offre et la qualité de service en transport collectif. Elle compléterait en outre, de façon optimale, les modes existants, tels que le métro et les trains de banlieue, et futurs tels que le Réseau express métropolitain.
Lignes Est de Montréal et Lachine

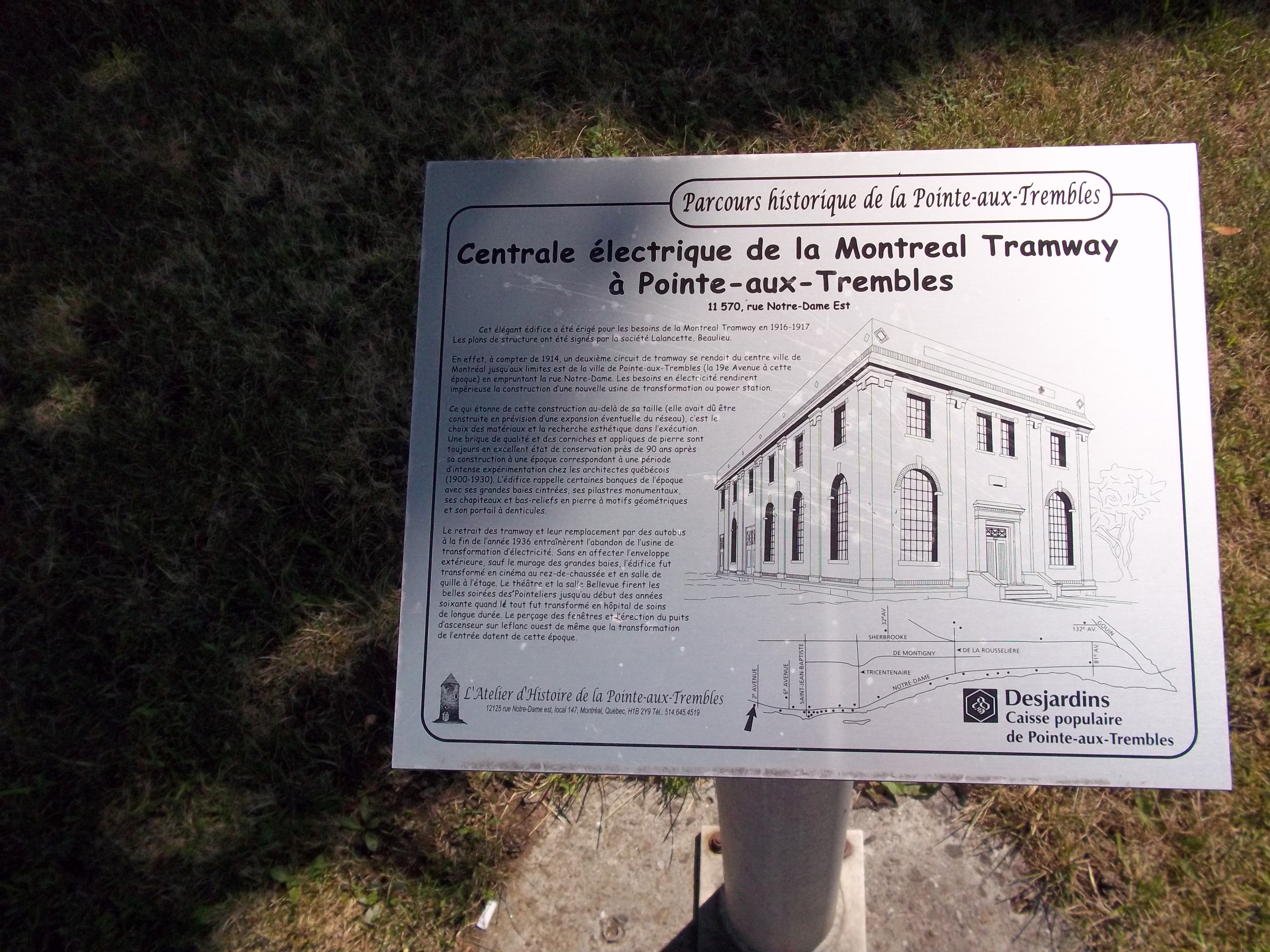
Plaque pour la centrale électrique de la Montreal Tramway, Pointe-aux-Trembles

La première longerait la rue Notre-Dame à partir de Pointe-aux-Trembles jusqu'à la Gare centrale de Montréal alors que la deuxième partirait de Rivière-des-Prairies au Nord de Montréal en suivant l'axe de l'Autoroute 25 où elle rejoindrait la 1ère ligne sur la rue Notre-Dame en direction du centre-ville de Montréal. La première ligne serait construite par phase. Dans un premier temps, elle relierait Pointe-aux-Trembles au terminus du métro Radisson puis serait prolongée par la suite jusqu’à la gare centrale.
Un projet ligne de tramway entre Lachine et le centre-ville de Montréal est aussi annoncé, qui serait en fait la portion ouest du projet de la ligne rose. Ce tronçon viendrait prolonger la ligne de tramway sur la rue Notre-Dame.